# 村上巧児

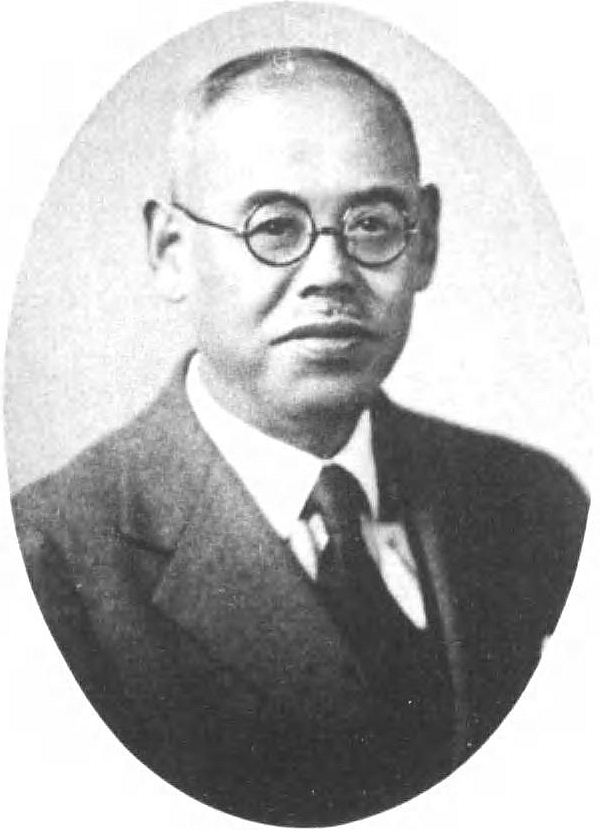
村上巧児

村上 巧児（巧兒、むらかみ こうじ、1879年（明治12年）8月14日 - 1963年（昭和38年）10月21日）は、日本の実業家、政治家。西日本鉄道社長、貴族院勅選議員。

## 経歴
大分県下毛郡中津諸町（現中津市諸町）で、旧中津藩藩医・教育者、村上田長の四男として生まれた。大分中学中津分校（のち中津中学、現大分県立中津南高等学校）を経て、1903年、早稲田大学政治経済科を卒業した。
大学卒業後、大阪毎日新聞社に入社し記者となる。1908年、三越呉服店に転じ、広告部、通信販売部で勤務した。1912年、和田豊治の勧誘で九州水力電気に入社し、同社取締役、常務を歴任。1930年、九州水力の九州電気軌道（九軌）買収に伴い、九軌専務に就任。九州電気軌道不正手形事件に際しては、その解決に尽力した。1936年、九軌社長に就任。1940年には井筒屋の社長にも就任。また、戦時体制強化に伴い福岡県内の鉄道事業の統合が計られ、九軌、九州鉄道、博多湾鉄道汽船、福博電車、筑前参宮鉄道の五社が合併して1942年9月に西日本鉄道が発足すると、その初代社長に就任した。その他、九州合同バス社長、小倉商工会議所会頭、九州産業協会副会長などを務めた。
戦後、1945年11月、西日本鉄道社長を辞任。1947年3月6日、貴族院勅選議員に任じられ、同年5月2日の貴族院廃止まで在任した。
1955年から1959年には八幡大学理事長に就任、また井筒屋取締役会長なども務めた。

## 著作
- 『亜米利加みやげ』村上巧児、1930年。
- 『還暦』西日本鉄道、1943年。

## 伝記
- 西日本鉄道株式会社・井筒屋編『村上巧児翁伝』村上巧児翁伝刊行会、1965年。